# 愛大医学部南口駅
愛大医学部南口駅（あいだいいがくぶみなみぐちえき）は、愛媛県東温市志津川にある、伊予鉄道横河原線の駅である。駅番号はIY23、略称は医学部駅（いがくぶえき）。

## 歴史
- 1981年（昭和56年）8月10日：開業[2]。
- 2015年（平成27年）3月31日：駅舎が新築され、有人駅となる[3]。

## 駅構造
単式ホーム1面1線を持つ有人駅。出入口はホームの横河原駅寄りにある。
かつては無人駅であったが、利用者の増加や寒気対策で、駅舎の新築工事が実施され、2015年3月31日から有人駅となった。

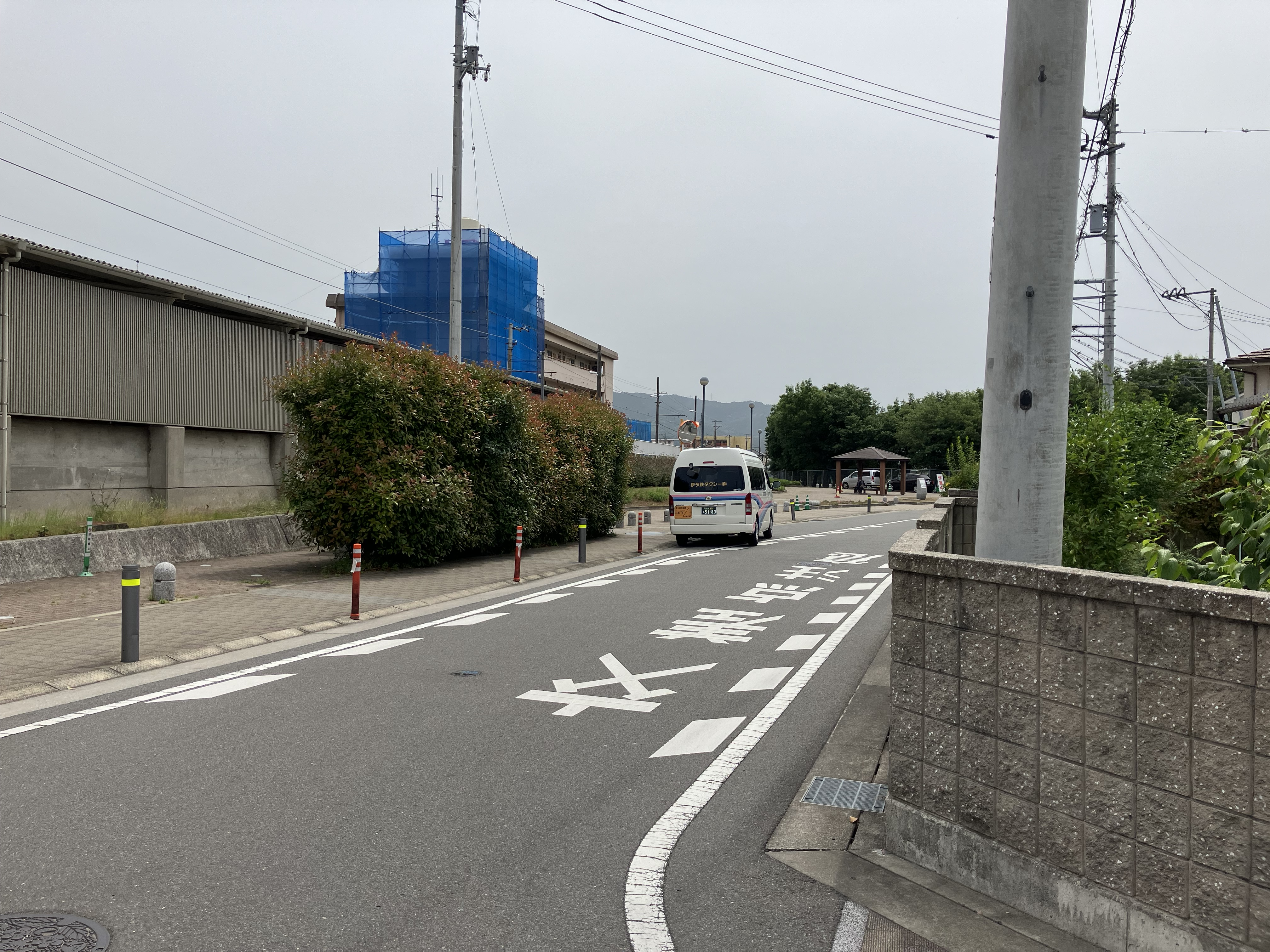
駅前に停まっている伊予鉄バス（2025年5月）
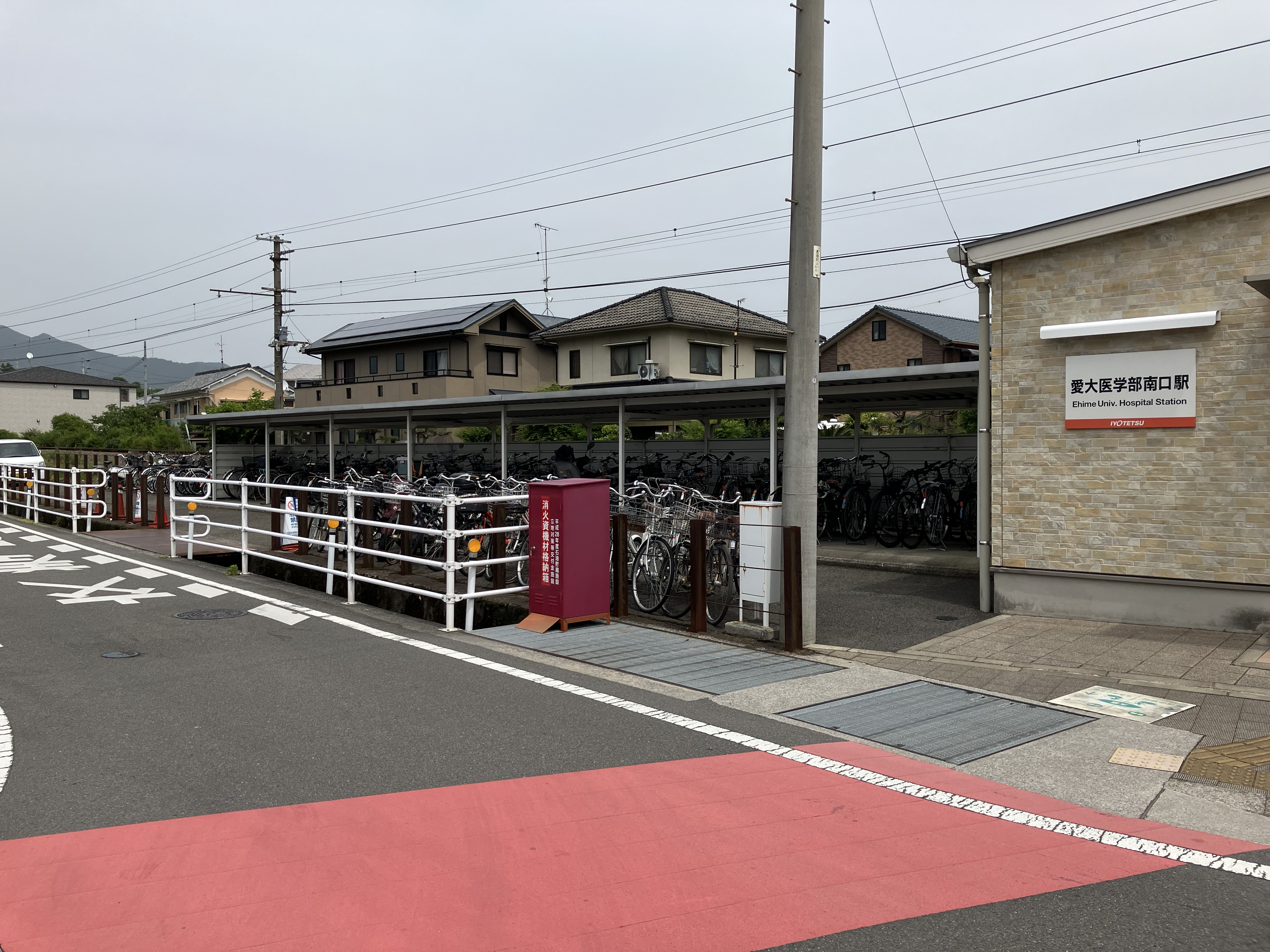
駅前（2025年5月）

## 駅周辺
駅名の由来となった愛媛大学医学部（大学病院を併設）の南側にあり、愛媛県道193号線をはさんだ向かい側に国立病院機構愛媛医療センターがある。駅から東へ抜けると重信川に至る。
- 愛媛大学医学部（愛媛大学重信キャンパス）
  - 愛媛大学医学部附属病院
- 愛媛県立東温高等学校
- 愛媛県立みなら特別支援学校
- 国立病院機構愛媛医療センター
- 愛媛県道193号森松重信線 - 当駅付近は横河原線との並行区間であるが、その間には民家などの建物がある。
- 重信川 - 重信川水系の本川（一級河川）

### バスのりば
当駅周辺では伊予鉄バスの以下の路線が発着している。
看護学校入口バス停は当駅の東、愛大病院前バス停は当駅の北・愛媛大学医学部附属病院玄関前に位置している。
| バス停名     | 路線番号 | 路線名         | 経路 |
| 看護学校入口 | (22)     | 森松・横河原線 | 森松 - 南高井病院前 - ダイキ重信店前 - 四国がんセンター - 南吉井小学校前 - 東温市役所 - 利楽温泉・坊っちゃん劇場前 - みなら特別支援学校前 - 看護学校入口 - 愛媛医療センター前 - 横河原駅前 - 横河原 - 愛大病院前 - 横河原 - 荒木谷 - 藤之内 - 木地 |
| 愛大病院前   | (22)     | 森松・横河原線 | 森松 - 南高井病院前 - ダイキ重信店前 - 四国がんセンター - 南吉井小学校前 - 東温市役所 - 利楽温泉・坊っちゃん劇場前 - みなら特別支援学校前 - 看護学校入口 - 愛媛医療センター前 - 横河原駅前 - 横河原 - 愛大病院前 - 横河原 - 荒木谷 - 藤之内 - 木地 |
| 愛大病院前   | (77)     | 川内線         | 松山市駅 - 大街道 - 新立 - 久米 - 平井 - 愛大病院前 - 横河原 - 川内 - さくらの湯 |
| 愛大病院前   | (77)     | 川内線         | 松山市駅 - 大街道 - 新立 - 久米 - 平井 - 愛大病院前 - 横河原 - 川内 - 川内グリーンタウン |
| 愛大病院前   | (80)     | 新居浜特急線   | JR松山駅前 - 松山市駅 - 大街道 - 新久米 - 四国がんセンター - 愛大病院前 - 横河原 - 川内 - 落出 - 湯谷口 - 小松総合支所前 - 西条駅前 - 新居浜駅前                                                                                                   |

### タクシー乗り場
駅前にはタクシー乗り場はないが、愛媛大学医学部附属病院の利用者を輸送するため、伊予鉄タクシーが無料のタクシー（キャブオーバー型）を運行している。

## 隣の駅
伊予鉄道
■横河原線
見奈良駅 (IY22) - 愛大医学部南口駅 (IY23) - 横河原駅 (IY24)